# O Direito dos Filhos
O Direito dos Filhos é uma telenovela brasileira produzida pela extinta TV Excelsior e exibida defevereiro a Setembro 1968 no horário das 20 horas. Foi escrita por Teixeira Filho (sob o pseudônimo de Iara Curi) e dirigida por Henrique Martins.
O foco da trama era o choque da separação entre pais e filhos e o desquite. Seu final teve uma série de capítulos em um tribunal, o que motivou ainda mais a audiência.

## Elenco
- Leila Diniz - Ana Lúcia
- David José - Oswaldo
- Carlos Zara - Paulo
- Henrique Martins - Maurício
- Flora Geny - Norma
- Aracy Cardoso - Lilian
- Rolando Boldrin - Ernesto
- Maria Estela - Eva
- Hemílcio Fróes - Osvaldo
- Lídia Costa
- Átila Iório
- Maria Aparecida Alves - Gracinda
- Alex André - Padre Antônio
- Antônio Alves Estêvão - Edu
- Patrícia Aires - Nita
- Cacilda Lanuza - Francisca
- Lélia Abramo - Mariana

## Trilha sonora
"Addio Amore" - Orquestra Milionários Del Rio